# Haustausch
Haustausch (auch Ferienhaustausch, oder englisch Home Swap / Home Exchange) beschreibt, dass man die eigene Wohnung während der Ferien mit einer anderen Wohnung oder einem anderen Haus tauschen kann. Der Tausch ist eine kostenfreie Alternative um gleichgesinnte Menschen während den Ferien bei sich wohnen zu lassen. Ein gegenseitiger Tausch kann zeitgleich oder bei Ferienobjekten auch zeitversetzt stattfinden. Bei weiten Urlaubszielen ist auch ein Autotausch möglich um Kosten für einen Mietwagen zu sparen. Bei einem Tausch fallen keine Kosten an. Nur für Anfahrt und Mitgliedskosten, falls man Teil einer Tausch-Organisation ist.
Ein Wohnungstausch spart die Unterkunftskosten und macht einen Urlaub erheblich günstiger.  Und bietet die Chance, Land und Leute wirklich kennenzulernen.
Eine andere Bedeutung hat Wohnungstausch außerhalb der Ferien auch als „dauerhaften Tausch“ z. B. von Eigentumswohnungen.

## Entwicklung
Die Idee eines Haustausches entstand wahrscheinlich in den 1950er Jahren durch eine Gruppe europäischer Lehrer, die während ihrer Ferien kostengünstig international reisen wollten. Intervac International und Homelink waren erste kommerzielle Anbieter. Die Möglichkeit, eine Unterkunft durch einen Wohnungstausch zu finden wurde auch in deutschsprachigen Ländern populär und es gründeten sich verschiedene Organisationen, die solche Austausch ermöglichten.

## Tauschbörsen
Der Haustausch wird in der Regel von Tauschbörsen vermittelt, die kommerziell tätig sind. Meistens wird eine Gebühr erhoben, um eine Anzeige zu schalten und mit anderen Reiseinteressenten in Kontakt zu treten. Die Jahresgebühren betragen etwa 30 und 140 Euro. Einige Anbieter arbeiten mit einem Punktesystem ohne Gebühren. Die größten Anbieter wiesen im Jahr 2006 knapp über 10.000 (Homelink, Intervac) bzw. etwa 8.600 (Homeexchange) Tauschangebote pro Jahr nach.

## Rechtliches
Ein Tausch ist nicht nur Eigentümern möglich, sondern auch Mietern. Es ist genauso, als wenn man Verwandte in den Ferien z. B. 2–3 Wochen bei sich wohnen lässt – während man selbst im Urlaub weg ist. Solange Mieter eine persönliche Beziehung zu den Besuchern haben und kein Entgelt erheben, liegt nach deutschem Recht ein Besuch vor, den der Vermieter nicht genehmigen muss. Es wird aber empfohlen, vorab den Vermieter zu informieren. Ist Fehlverhalten des Besuchs zu besorgen, kann eine Genehmigung durch den Vermieter erforderlich sein.

## Risiken
Die Stiftung Warentest empfiehlt, in einer schriftlichen Tauschvereinbarung alle Eckdaten und die Haftungsbestimmungen genau zu vereinbaren und eine Privathaftpflichtversicherung sowie eine Hausratversicherung abzuschließen. Oftmals sind verschiedene Versicherungen auch verpflichtend, um teilnehmen zu können. Manche Haustauschorganisationen halten Musterverträge bereit, mit denen sich die rechtlichen Details klären lassen.